# Asunción de la Magdalena

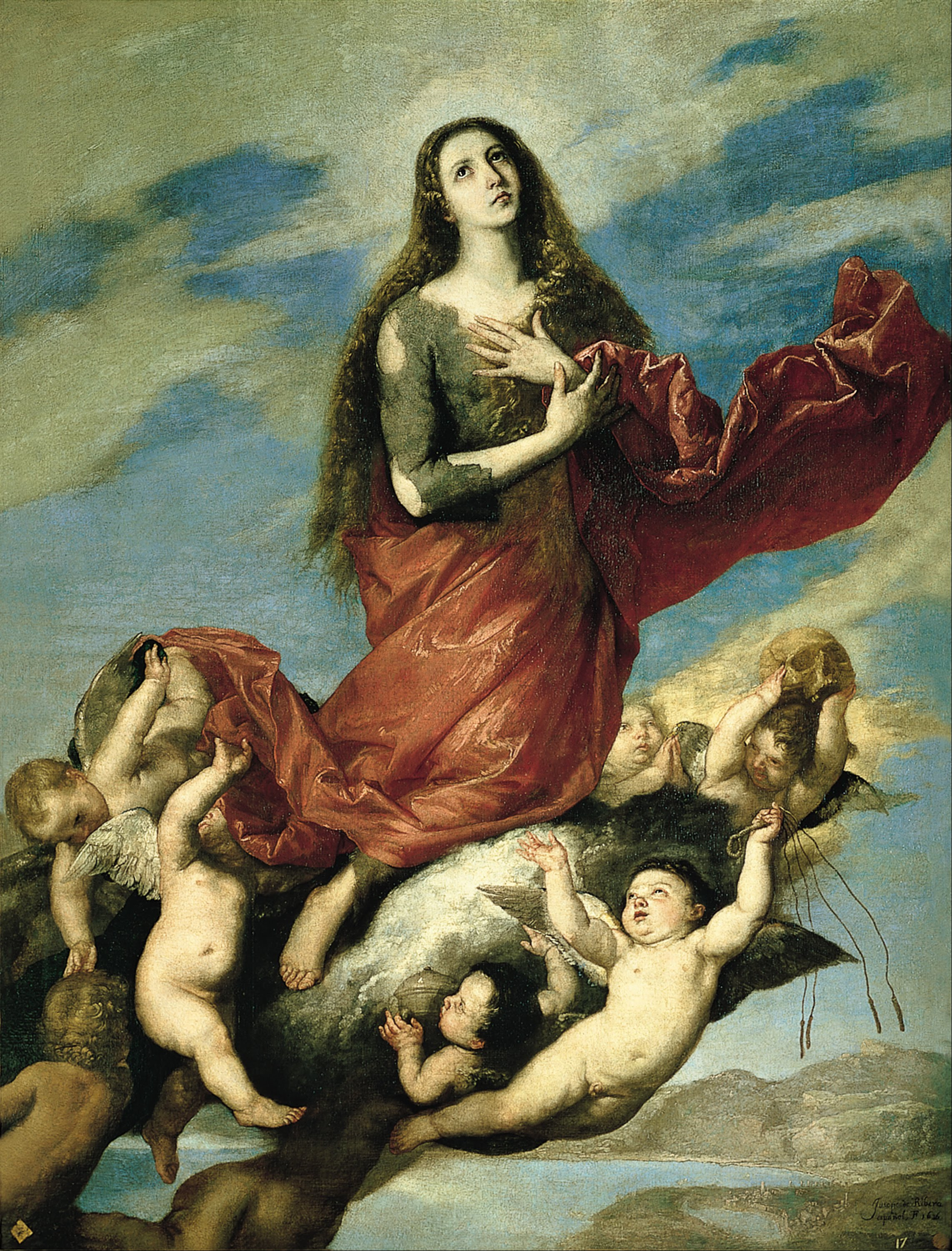
Asunción de la Magdalena, José de Ribera.

La Asunción de la Magdalena es un cuadro de José de Ribera, El Españoleto, pintado al óleo sobre lienzo en 1636. Tiene unas dimensiones de 231 cm x 173 cm y actualmente se conserva en el Museo de la Real Academia de Bellas Artes de San Fernando en Madrid.

## Historia
La Asunción de la Magdalena es una pintura enmarcada dentro del contacto mantenido por José de Ribera en Nápoles con el ambiente español. Probablemente fue encargada en 1636 por uno de los mecenas del artista, el virrey de Monterrey. La obra se enmarca en la segunda etapa del pintor, en la que abandona el naturalismo y el contraste claroscuro de la primera. En este nuevo estilo, la luz y el color se convierten en protagonistas junto con el trazo pastoso que otorga un grado de expresividad a la composición.
La obra es considerada una de las muestras más espectaculares del barroquismo de José de Ribera. Se hallaba antiguamente en El Escorial y apareció en 1700 en un inventario definido como una "Magdalena con un marco dorado de tres varas y cuarto de largo'. Y aunque el pintor quiso resaltar la belleza y la admiración de la santa, representa uno de los símbolos más importantes del sacramento de la penitencia en la época en la que predominaba la Contrarreforma.

## Descripción
En el lienzo se representa a la Magdalena en el centro de la composición, vestida con ropajes rotos y un manto rojo. Lleva sus manos al pecho en señal de penitencia y dirige su mirada hacia el cielo. Está flanqueada por un grupo de ángeles que proceden a ascenderla. De fondo se representa una simulación de bahía que se puede relacionar con Nápoles o Marsella si se sigue la 'Leyenda Dorada'.
La composición se ve acentuada por líneas imaginarias diagonales que dotan de dinamismo al conjunto artístico, sin renunciar a la espiritualidad que se consigue con el gesto de las manos de la Magdalena.